# Laboratorul W
Laboratorul W (rusă Лаборатория Дубльвэ) este un roman științifico-fantastic de Aleksandr Beleaev. Este una dintre ultimele lucrări majore ale scriitorului. Romanul a fost publicat pentru prima dată în foileton în 1938 în revista Vokrug sveta (nr. 7-12).

## Prezentare
Acțiunea are loc în Leningrad în viitorul apropiat comunist. Despre problema prelungirii vieții într-un viitor comunist.

## Legături externe
- Laboratorul W la fantlab.ru

## Vezi și
- 1938 în literatură